# Michelle Picard
Michelle „Shelly“ Picard (* 27. Mai 1993 in Fall River, Massachusetts) ist eine ehemalige US-amerikanische Eishockeyspielerin und heutige -trainerin, die für die Metropolitan Riveters in der Premier Hockey Federation auf der Position der Verteidigerin spielte. Picard gehört zwischen 2010 und 2019 der Frauen-Eishockeynationalmannschaft der Vereinigten Staaten an und ist mehrfache Weltmeisterin.

## Karriere
Picard besuchte während ihrer Highschool-Zeit zwischen 2007 und 2011 die Noble & Greenough School in Dedham im Bundesstaat Massachusetts. Während dieser Zeit nahm sie mit der U18-Auswahl des US-amerikanischen Eishockeyverbandes USA Hockey in den Jahren 2010 und 2011 jeweils an der U18-Frauen-Weltmeisterschaft teil. Dort gewann sie mit dem Team im Jahr 2010 zunächst die Silbermedaille, im folgenden Jahr schließlich den Weltmeistertitel. Im Rahmen des Turniers erreichte die Verteidigerin die beste Plus/Minus-Wertung aller Spielerinnen.
Im Anschluss an diesen Erfolg zog es Picard aufgrund ihres Studiums in Archäologie an die Harvard University, mit deren Eishockeymannschaft sie in der ECAC Hockey, einer Division im Spielbetrieb der National Collegiate Athletic Association (NCAA), aktiv war. Bereits im Winter 2010 war die damals 18-Jährige auch erstmals in die Frauen-Eishockeynationalmannschaft der Vereinigten Staaten berufen und debütierte beim 4 Nations Cup 2010. Mit der Weltmeisterschaft 2012 bestritt sie eineinhalb Jahre nach ihrem Debür im US-Team ihr erstes großes internationales Turnier. Dort gewann sie mit der Mannschaft die Silbermedaille. Von der Weltmeisterschaft 2013 im folgenden Frühjahr kam sie schließlich mit dem Weltmeistertitel zurück. Daraufhin ließ sich die Defensivakteurin im Sommer 2013 von USA Hockey rekrutieren, damit sie sich gezielt auf die bevorstehenden Olympischen Winterspiele 2014 in Sotschi vorbereiten konnte. Von den Olympischen Spielen kam Picard mit der Silbermedaille zurück. Dafür hatte sie ihr Studium ein Jahr unterbrochen. Sie beendete ihr Studium in Harvard schließlich im Sommer 2016 und hatte bis dato bei den Welttitelkämpfen 2015 und 2016 zwei weitere Weltmeisterschaften gewonnen. Zudem hatte sie mit der Universität im Jahr 2015 den Divisionstitel der ECAC errungen.
Nach Beendigung ihres Studiums wechselte die Abwehrspielerin in den Profibereich und schloss sich zur Saison 2016/17 den New York Riveters aus der National Women’s Hockey League ann. Am Ende ihrer Rookiespielzeit erhielt Picard als eine von vier Spielerinnen den NWHL Foundation Award. Im folgenden Spieljahr 2017/18 wiederholte sie den Gewinn dieser Auszeichnung. Zudem wurde sie zum All-Star-Game der NWHL eingeladen. Gekrönt wurde die erfolgreiche Spielzeit schließlich mit dem Gewinn des Isobel Cups, den das mittlerweile in Metropolitan Riveters umbenannte Franchise erstmals errang. Nach der Saison 2018/19 beendete sie ihre Karriere und wurde 2021 Assistenztrainerin an der Princeton University (NCAA Div I, ECAC Hockey). Zur Saison 2023/24 wechselte sie an die Long Island University (NCAA Div I, New England Women’s Hockey Alliance).

## Erfolge und Auszeichnungen
| - 2015 ECAC-Meisterschaft mit der Harvard University - 2017 NWHL Foundation Award (gemeinsam mit Alyssa Gagliardi, Kelsey Neumann und Elena Orlando) - 2018 Teilnahme am NWHL All-Star Game | - 2018 Isobel-Cup-Gewinn mit den Metropolitan Riveters - 2018 NWHL Foundation Award (gemeinsam mit Rachael Ade, Lexi Bender und Jacquie Greco) |

### International
| - 2010 Silbermedaille bei der U18-Frauen-Weltmeisterschaft - 2011 Goldmedaille bei der U18-Frauen-Weltmeisterschaft - 2011 Beste Plus/Minus-Statistik der U18-Frauen-Weltmeisterschaft - 2012 Silbermedaille bei der Weltmeisterschaft - 2013 Goldmedaille bei der Weltmeisterschaft | - 2014 Silbermedaille bei den Olympischen Winterspielen - 2015 Goldmedaille bei der Weltmeisterschaft - 2016 Goldmedaille bei der Weltmeisterschaft - 2019 Goldmedaille bei der Weltmeisterschaft |

## Karrierestatistik
Stand: Ende der Saison 2018/19

### International
Vertrat die USA bei:
| - U18-Frauen-Weltmeisterschaft 2010 - U18-Frauen-Weltmeisterschaft 2011 - Weltmeisterschaft 2012 - Weltmeisterschaft 2013 | - Olympischen Winterspielen 2014 - Weltmeisterschaft 2015 - Weltmeisterschaft 2016 - Weltmeisterschaft 2019 |

(Legende zur Spielerstatistik: Sp oder GP = absolvierte Spiele; T oder G = erzielte Tore; V oder A = erzielte Assists; Pkt oder Pts = erzielte Scorerpunkte; SM oder PIM = erhaltene Strafminuten; +/− = Plus/Minus-Bilanz; PP = erzielte Überzahltore; SH = erzielte Unterzahltore; GW = erzielte Siegtore; 1 Play-downs/Relegation; Kursiv: Statistik nicht vollständig)